# 김지운 (1976년)
김지운(金지운, 1976년 11월 13일 ~ )은 대한민국의 전 축구 선수이며, 포지션은 골키퍼였는데 한때 연고학교(거제고 아주대)인 대우 입단설이 있었지만 1998년 춘계대학축구연맹전에서 연세대 정재곤에게 4골이나 내주어 좌절된 바 있었다.